# Csuty Gáspár (katona)
Csuty Gáspár (? –1571 körül) végvári katona. Személye ihlethette Lengyel Balázs történelmi regényének egyik figuráját, illetve Szántai Gábor is említi dramatizált történeti írásában a palásti csatáról.

## Élete
Először 1529-ben tűnik fel a felsőrönöki és csornaházi Hermáni birtokok ügyében. 1544-1545-ben testvérével szentmártoni birtokukon is pereskedett. 1546-ban becsületbeli ügyben idézték meg.
Későbbi forrás szerint Buda eleste (1541) után apjával és testvérével elhagyták családi fészküket.
Valószínűleg Krusich János főkapitány beosztottja, esetleg familiárisa is volt, Koháry Imrének Korpona alkapitányának katonatársa lehetett. 1543-ban a neve szerepel azok között akik a horvát kapitányokkal kötött egyezség értelmében nyilatkoztak a katonaállításról. 1552-ben a Léván gyülekező hadhoz egy lovas századdal érkezett Korponáról, mint Krusich János hadnagya. A gyülekező hadakat végül számbeli fölényük ellenére, Hádim Ali budai pasa 1552. augusztus 10-11-én Palást mellett szétverte és a környező vidéket feldúlta. Minden bizonnyal Tata várában is szolgálhatott. 1556-ban 10 lovassal, Chuty Ambrus 5 lovassal szolgált Korponán. Az 1561-es birtokszerzésekor már mint korponai alkapitány szerepel. 1562-ben megegyezett Lüley Istvánnal 100 arany fájdalomdíjban, amiért megtámadta és megverte. 1562-ben a szécsényi ütközetben mint korponai lovas százados erdődi Pálffy Tamás várpalotai főkapitánnyal és poltári Soós István lovas kapitánnyal együtt fogságba esett, de valószínűleg hamar kiváltották. Krusich fogsága idején Korpona parancsnoka volt. 1564-ben Dersffy István kassai főparancsnoknak írnak levelet a korponai katonaság helyzetéről, melynek egyik aláírója. 1565-1566-ban bozóki, 1566-ban ismét korponai királyi kapitányként említik, ahol még 1568 márciusában is a vár egyik helyettes kapitánya.
1556-ban I. Ferdinándtól kapott birtokadományt Bokorra, Nógrádkövesdre, Pösténypusztára (Szécsény) és Tarnakra. 1560-ban ismét Nógrádkövesdre és Zerdahelyre kapott adományt, amibe 1561-ben iktatták be. 1567-ben Píry családbeliek Hont vármegyében lévő szalatnyai kúriájukat és szőlőjüket 30 forintért "örökösen bevallják" neki. 1569-ben Baloghy Sebestyén Nógrád vármegyében 3 mohorai nemesi telkét (kúriáját) 42 forintért zálogba adja Koháry Imrének és neki. Az 1571-es végrendeletéből további birtokairól is tudomást szerzünk. Felesége után Leszenyén és Újfalun volt érdekeltsége, melyeket 34 forinton váltott meg. Ezen kívül kiscsalomjai jószágát 20 forinton, a Bolykit 25 forinton váltotta meg, valamint Betyken 7 jobbágytelket, Nógrádkövesden két részt, Szalatnyán pedig egy nemesi birtokot vallott magáénak. Ezeket Koháry Imrére és saját családtagjaira hagyta, mint ahogy minden más ingóságát is.
Egy kivételtől eltekintve, a következő majdnem 30 évből nem ismertek rá vonatkoztatható források. A neve 1573-ban még Nyitra vármegye közgyűlésének jegyzőkönyvében is szerepel.